# 고바야시 아사오
고바야시 아사오(小林 朝夫, 1961년 2월 16일 ~ )는 일본의 전 배우이다. 《태양전대 선벌컨》에서 효 아사오 역할로 출연하면서 인지도를 얻었다. 아버지는 작곡가 겸 배우 고바야시 아세이이다. 선벌컨 38화에서 고바야시 아세이가 고바야시 아사오가 맡은 효 아사오의 아버지로 출연하기도 했다. 다만 고바야시 아사오 본인은 아버지와는 사이가 굉장히 좋지 않았다고 하며, 오히려 당시 선벌컨에서 효 아사오의 지휘관 역을 맡았던 기시다 신을 더 아버지처럼 따랐다고 한다.
또한 고바야시 아사오 본인은 선벌컨의 후속작이었던 《해적전대 고카이저》에 출연하고 싶다는 의사를 밝혀서 슈퍼 전대 시리즈 팬들을 두근거리게 만들었고 《초수전대 라이브맨》에 이은 80년대 슈퍼 전대 시리즈 에피소드에 대한 기대를 모았지만 연말이 가까워져도 선벌컨 에피소드가 나온 정보는 뜨지 않았었는데, 아래에 언급된 사기꾼 논란으로 인해서 출연은 불발되고 선벌컨의 분량까지 날아가는 사태가 벌어졌다. 선벌컨은 가뜩이나 없는 80년대 전대물인 데다가 지금까지 인기 있는 작품이기 때문에 아쉬워하는 사람들이 많다.
애당초 고카이저는 80년대 전대에 대한 대우가 별로 좋지 않기 때문에 원래부터 선벌컨의 비중이 없었을 수도 있지만 설사 선벌컨이 나온다 해도 아래의 사례를 생각해 보면 저런 인물이 나온 작품을 띄워준다는 논란에 휩싸일 것이니 애초에 나올 가능성은 없었을 것이다.

## 논란
실은 중년 시기부터 자신에게 갑자기 영능력과 예언 능력이 생겼다며 퇴마사 활동이나 제령 상품을 판매하는 등 알 수 없는 기행을 반복하는 사기꾼이었다. 거기다 2011년 한참 민감한 도호쿠 대지진 대 자신의 블로그에 근거 없는 지진 예견과 생수 판매글을 올려 지진 피해자들이 많은데 눈치도 없이 뭐하는 거냐는 비판을 많이 받았다. 이 논란과 고카이저 방영 시기가 겹치면서 고카이저 출연이 불발된 것.
파고들다 보니 그 전에도 1999년 자신이 운영하던 사설 학원 여직원과 짜고 아사히 신문에 기사를 통해 자신을 인기 학원 강사로 포장하는 행각을 벌였다가 발각되어 심하게 비판받은 바가 있다.
2012년에도 블로그를 유료로 전환해야 볼 수 있게 하는 등 여전히 기행에 가까운 행각을 벌이고 있어 좋지 않은 시선을 받고 있다. 2013년 6월 7일엔 성추행 혐의로 구속되고, 급기야 25일에는 아동 포르노 제조와 미성년자 매춘 혐의로 아동 포르노 처벌법 및 청소년 건전 육성 조례 위반에 따라 체포되었다.
이로써 그는 히어로로서, 인간으로서의 인생이 모두 다 끝났다고 해도 과언이 아닐 정도로 돌아올 수 없는 강을 건너고 말았다.